# 423 Diotima
Diotima è un asteroide della fascia principale del diametro medio di circa 208,77 km. Scoperto nel 1896, presenta un'orbita caratterizzata da un semiasse maggiore pari a 3,0701197 UA e da un'eccentricità di 0,0412636, inclinata di 11,24073° rispetto all'eclittica.
Il suo nome è dedicato a Diotima, sacerdotessa dell'antica Grecia che educò il giovane Socrate.